# Symplecta (Psiloconopa) sylleptor
Symplecta (Psiloconopa) sylleptor is een tweevleugelige uit de familie steltmuggen (Limoniidae). De soort komt voor in het Oriëntaals gebied.